# Fanzin
A fanzin olyan, amatőr és nemhivatalos, papíralapú kiadványok összefoglaló elnevezése volt, amelyeket rendszerint valamilyen kulturális jelenség (például egy irodalmi vagy zenei műfaj) rajongói állítottak elő, azzal a céllal, hogy az azonos érdeklődési körrel rendelkező társaikkal megosszák ismereteiket, gondolataikat, benyomásaikat az adott témáról. Az internet terjedésével a fanzinok a világ minden részén visszaszorultak, és helyüket apránként a nyomtatott lapoknál olcsóbban előállítható és terjeszthető „webzinok”, illetve rajongói blogok vették át.
A fanzinok szerkesztői, cikkírói és kiadói jellemzően nem kaptak térítést a munkájukért, de nagyon gyakran az ilyen kiadványok maguk is ingyenesek voltak, vagy csak jelképes összegbe kerültek az érdeklődő olvasóközönség számára. A kiadványokat a készítőik a saját lehetőségeikhez mérten írógéppel, vagy más, egyszerű nyomdatechnikai eljárásokkal állították elő, de nem kevés olyan fanzin ismert, amelyek részben kézírással születtek; terjesztésük pedig gyakran fénymásolatban történt. Ha alkotóik pénzt kértek is értük, az összeg többnyire nem volt magasabb annál, hogy az előállítás (fénymásolás) és szükség szerint a postázás költségét fedezze.
Olykor előfordult, hogy egyes fanzinok idővel szakmai kiadványokká fejlődtek – ezeket néha nevezték angol nyelvterületen "prozine" néven is –, és sok, később hivatásossá vált író is fanzinokban publikált először (néhányan közülük a profivá válás után is kapcsolatban maradtak a szakmai indulásukat segítő fanzinnal, emelve egyúttal annak reputációját is). Angol nyelven néha összekeverik a fanzin fogalmát a "fan magazin" ("rajongói magazin") kifejezéssel, de ez utóbbi valójában szinte mindig kereskedelmileg előállított kiadványokat jelent, amivel valamilyen kulturális jelenség, zenei műfaj vagy előadó rajongóit veszik célba.
A magyar fanzin név az azonos jelentésű, angol fanzine kifejezésből ered, amely a fan (=rajongó) és magazine (=magazin) kifejezések összevonásával született meg. A kifejezést először Russ Chauvenet használta 1940 októberében egy tudományos-fantasztikus tematikájú fanzinban, és eleinte csak a sci-fi-rajongók körében vált népszerűvé, onnan terjedt el később más rajongói táborok köreiben is. Az internet rohamos térhódítása folytán a papíralapú fanzinok korszaka jobbára leáldozott.

## Fordítás
- Ez a szócikk részben vagy egészben  a   Fanzine című angol Wikipédia-szócikk fordításán alapul.  Az eredeti cikk szerkesztőit annak laptörténete sorolja fel. Ez a jelzés csupán a megfogalmazás eredetét és a szerzői jogokat jelzi, nem szolgál a cikkben szereplő információk forrásmegjelöléseként.